# Обсада на Одеса
Обсадата на Одеса от 5 август до 16 октомври 1941 г. е част от военните действия на Източния фронт през Втората световна война. Водят я предимно румънски войски, с подкрепа на германски авиационни и артилерийски части. Съветските бранители удържат всички атаки, но изоставят града, след като през септември германската група армии „Юг“ завладява по-голямата част на Западна Украйна, прекосява Днепър и заплашва Кримския полуостров заедно с тамошната база на съветския Черноморски флот. В резултат на това Одеса попада под румънски окупационен режим, продължил повече от 2 години.
В западната военна литература тези боеве са известни още като „Битката за Одеса“, а в руската и съветската – като „Отбраната на Одеса“ (на руски: Одесская оборона).

## Градът в плановете на страните

### Германия и Румъния
Макар и да не е сред главните цели на плана „Барбароса“, през 1941 г. съветският град Одеса (в днешна Украйна) е важен икономически, търговски и културен център. Известен като „Перлата на Черно море“, градът е 4-ти по големина в СССР с население от 650 000 души, много висши учебни заведения и театри, а също така е най-голямото съветско пристанище на Черно море и една от базите на съветския Черноморски флот. Намеренията на германското Главно командване (на немски: ОКВ) са, след нахлуването в СССР и напредването в територията на Съветска Украйна, градът да бъде зает от части на немската армия.
След окупирането на Северна Буковина и Бесарабия от СССР през 1940 г. в Румъния се надигат силни реваншистки настроения. Страната се обвързва все по-тясно с Нацистка Германия и постепенно става един от най-верните ѝ съюзници. През януари 1941 г. Хитлер и Гьоринг разкриват на румънския диктатор Йон Антонеску плановете си за нападение над СССР. На срещата е договорено участието на румънската армия и навлизането ѝ в Буковина и Бесарабия. През май същата година, с Антонеску е постигнато окончателно споразумение относно нападението над СССР, в което на Румъния са обещани Буковина и Бесарабия, както и правото да окупира съветските територии до Днепър.

### СССР
Защитата на града, както и на южната част на Украинската ССР и новообразуваната Молдовска ССР, е възложена на Одеския военен окръг (командир от юли 1940 г. – генерал Яков Черевиченко), който, заедно с Дунавската военна флотилия, има за задача да прикрива държавната граница с Румъния от Липкани до устието на Дунав. Освен това войските на окръга са длъжни да отбраняват (във взаимодействие с Черноморския флот начело с вицеадмирал Филип Октябърски) крайбрежието на Черно море от устието на Дунав до Керченския пролив.

## Военни действия до началото на обсадата
В първите дни на войната на полосата на Южния фронт (създаден на базата на Одеския военен окръг с директива №04 от 24 юни 1941 г. на Народния комисар по отбраната) цари сравнително спокойствие. Съгласно плановете на операция „Мюнхен“, разработени като допълнение на операция „Барбароса“,  южната групировка (в състав германската 11-а армия и румънските 3-та и 4-та армии, известна и като група армии „Антонеску“ ) на група армии „Юг“ започва активни бойни действия по-късно от останалите съединения. Едва на 2 юли немско-румънските войски форсират река Прут. Ходът на военните действия в значителна степен се определя от развитието на събитията на съседния участък на фронта, в Източна Галиция и Северозападна Украйна. Дълбокият пробив на германците там (виж Битка при Дубно) принуждава командващия на Южния фронт (генерал Иван Тюленев) да държи на северния фланг половината си сили. Освен това, надценявайки силите на противника, той решава да изтегли войските си зад Днестър, считайки, че фронтът може да води бойни действия, опирайки се на укрепените райони на реката.
Останалите в долните течения на Прут и Дунав левофлангови съединения на 9-а армия са обединени на 7 юли в Приморска група войски, с командир генерал-лейтенант Никандър Чибисов. Те успешно отбиват опитите на румънските войски да форсират Прут в техния участък, но попаднали под заплахата да останат откъснати, на 18 юли, със заповед на командването на фронта, са изтеглени зад укрепените райони на старата държавна граница. В района на Одеса е изтеглена и Дунавската военна флотилия.
Румънските войски достигат Днестър, което се смята за края на операция „Мюнхен“ – целите на Румъния за възвръщане на изгубените територии са изпълнени и група армии „Антонеску“ е преподчинена на германското командване.  На 27 юли 1941 г. Хитлер изпраща писмо до Антонеску, в което иска съдействие на румънските войски отвъд Днестър и за румънска администрация в териториите югозападно от река Южен Буг.  На 31 юли Антонеску отговаря положително. В действителност румънската 3-та армия е заела плацдарм на реката още на 17 юли. 
В началото на август подвижните съединения на група армии „Юг“ излизат в района на Първомайск и продължават настъпление в южно и югоизточно направление. Това създава неблагоприятна обстановка за съветските войски в Западна Украйна и Молдова. Войските от Южния фронт са заплашени от обкръжение. Същото се отнася и за Отделната Приморска армия (така от 20 юли се нарича Приморската група войски с нов командир – генерал-лейтенант Георгий Софронов), която брани Одеса от запад. Затова Ставката дава указание цялата отбрана да бъде изтеглена на линията Чихирин – Вознесенск – Днестровски лиман. В директивата от 5 август се споменава: „Извеждането да се извършва нощно време и на етапи, прикривано от силни ариергардни боеве, и да завърши не по-късно от 10 август. Одеса да се отбранява до последна възможност, с привличането и на Черноморския флот“.

### Подготовка на съветските войски за отбрана на града
На 22 юни в града са свикани всички запасняци, родени между 1905 и 1918 г. Четири дни по-късно началникът на Одеския гарнизон заявява, че военното положение, обявено на 22 юни от Президиума на Върховния съвет, е влязло в сила. В първите дни на юли местните вестници обявяват сформирането на доброволно опълчение. Едновременно с това, се провеждат и мероприятия по евакуирането на града, като приоритетни са големите предприятия и запасите от продоволствие.
Инженерното оборудване на отбраната е започнато още в края на юни и продължава до първите дни на август, ръководени от генерал-майора от инженерните войски Аркадий Хренов. В строежа на укрепленията участват ежедневно 10 – 12 хиляди жители на Одеса. Построени са три отбранителни линии: предна – на 20 – 25 км от града, главна – на 10 – 14 км, и линия за прикритие – на 6 – 10 км. По градските улици са издигнати около 250 барикади. На първо време Приморската армия е сравнително малобройна. В началото на август тя се състои само от две стрелкови и една кавалерийска дивизии. По-късно е сформирана още една стрелкова дивизия. В състава на армията влизат също така 54-ти стрелкови полк, полк на НКВД, два полка морска пехота и няколко отряда моряци от Черноморския флот, с обща численост 8 хиляди души. Въздушната поддръжка е осигурена от изтребителен авиационен полк, две ескадрили морска авиация и една ескадрила бомбардировачи. По-късно, към защитниците се присъединяват и други изтребителни части, а в сраженията участват и бомбардировачи, разположени в Крим и Николаев.
За прикритие на Одеса откъм морето и артилерийска поддръжка на войските е сформиран военноморски отряд от крайцера „Коминтерн“, 2 ескадрени миноносеца и други бойни кораби.

## Обсадата

### Първи боеве за Одеса. Отстъпление на защитниците от 5 до 27 август
4-та румънска армия на генерал-лейтенант Николае Чуперка започва настъпление през река Днестър на 3 август. На 8 август румънският Генерален щаб издава директива № 31, определяйки като цели на 4-та армия да разбие противника между Днестър и Тилигулския лиман, и да овладее Одеса от движение. Градът се счита за силно укрепена позиция, и на практика не може да бъде напълно обсаден, поради наличието на съветския Черноморски флот. В състава на армията на 10 август има дванадесет дивизии и седем бригади. На 20 август тя е подсилена с още пет румънски пехотни дивизии.
4-та армия се опитва да овладее града от движение, но всичките атаки са отблъснати. На 8 август румънските части излизат на Днестровския, и на северния край на Хаджибейския и Тилигулския лиман. В Одеса, със заповед № 25 на началника на гарнизона, е обявено обсадно положение. Между 11 и 12 август 1-ва румънска моторизирана дивизия подновява атаките и достига на 3 км североизточно от селището Гилдендорф. На 13 август румънските части успяват да излязат източно от Тилигулския лиман на крайбрежието на Черно море. Така Одеса е напълно блокирана откъм сушата. Защитниците ѝ са отрязани от останалите сили на Южния фронт. Офанзивата е временно спряна от Антонеску за усилване на румънските войски с нови части.
На същия ден (13 август) съветската отбрана е реорганизирана. Образувани са три сектора. Източният включва десния фланг от Черно море до Хаджибейския лиман, западния сектор е изнесен на дъгата от Хаджибейския лиман до Секретаревка, а южния сектор удържа линията до Днестърския лиман и черноморския бряг (виж картата)). Кавалерийската дивизия, при образуването на секторите е изведена в резерв, заедно с други части.
На 16 август румънците настъпват по фланговете от североизток и северозапад. Загубите са големи и от двете страни. На 17 август 4-та румънска армия има в състава си: на десния фланг на обсадата 1-ви корпус с 21-ва пехотна дивизия в резерв. В центъра е 3-ти корпус, по-късно подкрепен от части на 5-а дивизия. На левия фланг на армията е 5-и корпус. Резервът на армията се състои от 5-а дивизия, 9-а кавалерийска бригада и 1-ва моторизирана дивизия. През нощта на 18 август в подкрепление пристига и 4-ти корпус (8-а и 14-а пехотни дивизии). Въздушната поддръжка се осъществява от бойна въздушна група (на румънски: Gruparea Aeriana de Lupta), състояща се от пет бомбардировъчни и четири изтребителни авиокрила, както и разузнавателни ескадрили. Към тези авиочасти в първоначалната фаза на операциите се присъединяват и германските 27-а и 51-ва бомбардировъчна ескадра и 2-ро звено на 77-а изтребителна ескадра.
Срещу тези сили е изправена Приморската армия, която е обединена на 19 август с Одеската военноморска база и Черноморския флот в Одески отбранителен район под командването на контраадмирал Гавриил Жуков. В частите, удържащи града, има 34 500 души. От тях с автоматично оръжие са въоръжени 660, с полуавтоматични винтовки – 2450. Тежките картечници са 418, ръчните – 703. Полевата артилерия наброява 303 оръдия, включително противотанковите. Действащите танка са два, изправните самолети – 19. От решаващо значение за защитниците на Одеса са доставките на продоволствие, боеприпаси и войски по море. Корабната артилерия взима активно участие в огневата поддръжка на сухопътните войски. Снабдяването на града се осъществява с транспортни съдове на Черноморско-Азовското параходство и бойни кораби. Разбирайки, че от това зависи изходът на борбата за Одеса, германското командване насочва своята авиация срещу морските превози, но без особен успех. За времето на отбраната на града, немски и румънски самолети нанасят над 200 удара, унищожавайки в морето и в базите 9 кораба.
До 24 август, в резултат на боеве около селищата Кагарлик, Вигода, Вакаржани, Старая Дофиновка и др., румънските войски успяват да преодолеят предните съветски линии западно и североизточно от Одеса и да излязат срещу главната отбранителна линия, на 15 – 16 км от града (виж картата). За три седмици от операцията отвъд Днестър 4-та румънска армия губи 27 307 души (5329 убити, 18 600 ранени и 3378 изчезнали).

### Отразяване на румънските атаки от 28 август до 30 септември
На 28 август румънската офанзива е подновена с фокус около Ленинтал (западно от Одеса), но пробив в съветската защита не е постигнат и на 5 септември настъплението е преустановено. Антонеску не е доволен от резултатите и на 9 септември генерал Чуперка е заменен като командир на армията от генерал-лейтенант Йосиф Якобич. Румънският диктатор също така отменя атаката на армията за 10 септември, за да даде време на подкрепленията да пристигнат на фронта край Одеса. Тук са изпратени и части на Вермахта (пехотен полк, два полка тежка артилерия и сапьорен полк), под командването на генерал-лейтенант Рене фон Курбие. Съветските войски също страдат от тежки загуби между 28 август и 11 септември (7000 пленени, 20 000 ранени и неизвестен брой убити). За сметка на това, от 5 до 12 септември, в Одеса пристигат петнадесет батальона подкрепление. Общата численост на попълненията, пристигнали за две седмици, възлиза на 25 350 души.
В утрото на 12 септември румънските войски преминават в настъпление в полосата на 25-а („Чапаевската“) дивизия. Два дни по-късно командващият на Приморската армия Георгий Софронов дава заповед за оттегляне на левофланговите части на южния сектор на нова отбранителна линия и иска подкрепления от Върховното главно командване. По нареждане на Ставката, на 17 септември ескадрата на контраадмирал Лев Владимирски пренася от Новоросийск в Одеса 157-а стрелкова дивизия и други подразделения.
Ден по-рано (на 16 септември) 1-ви румънски армейски корпус овладява височините северозападно от селището Грос Либентал. Румънското командване очаква това да е последният щурм на съветските позиции. Маршал Антонеску и бригаден генерал Александру Йоанитиу (началник на румънския Генерален щаб) пристигат на фронта на 17 септември, за да присъстват на офанзивата. Йоанитиу обаче загива при нелеп инцидент. До 21 септември румънците успяват да излязат на главната линия на отбраната, в западния и южния ѝ сектор. Особено силен е натискът им в източната част на отбраната. Излизайки на провлака между Куялницкия лиман и крайбрежието североизточно от Одеса, румънците могат да водят систематичен артилерийски обстрел по града и по корабите, преминаващи на 4 – 5 мили от брега. За да ги лишат от възможността да водят прицелен огън по акваторията на пристанището, на 15 септември руснаците взривяват Воронцовския маяк.
На 22 септември по румънските войски, придвижващи се към източния сектор на отбраната, е нанесен изненадващ комбиниран удар. Бойните кораби под командването на контраадмирал Сергей Горшков стоварват морски десант в района на Григориевка (3-ти полк морска пехота от Севастопол). Едновременно с това в тила на румънците е спуснат парашутен десант. Срещу румънските войски на участъка Фонтанка – Гилдендорф настъпват частите на две стрелкови дивизии. В резултат на съгласувания удар, две дивизии са разгромени и румънците са отблъснати на 5 – 8 км, като са лишени от възможността да водят артилерийски обстрел по града и пристанището. След това поражение румънското командване отменя планираната за 23 септември офанзива срещу Одеса от запад (при Далник и Татарка) в очакване на подкрепления от Германия.
На 24 септември Антонеску информира германската военна мисия в Букурещ, че обсадата на града трябва да бъде свалена – загубите са големи и румънците нямат резерви в жива сила и продоволствие. След известни взаимни обвинения, до 1 октомври Антонеску се съгласява да продължи обсадата, но само при условие, че Германия обещае да изпрати подкрепления.

### Евакуация на съветските войски (1 – 16 октомври)
След отхвърлянето на румънците от източния сектор на отбраната, съветските войски в Одеса започват да се чувстват все по-уверено. Положението при Одеса е благоприятно за продължителна обсада. Военният съвет обсъжда въпросите по подготовката на армията за зимата. Градът също се готви за зимния период – на 24 септември бюрото на областния комитет приема постановление за подобряване на условията на живот в катакомбите, където са се преселили хиляди семейства, спасявайки се от бомбардировките.
В началото на октомври 1941 г. обаче обстановката на Южния фронт, която влияе съществено на положението на обсадената Одеса, става все по-напрегната. След разгрома на съветските войски в битката при Киев немската група армии „Юг“ продължава бързото си придвижване на изток, заплашвайки Донбас, Крим и Ростов. При завладяване на Кримския полустров от германците Одеса би се оказала далеч зад фронтовата линия и съдбата на града на войските в него би била предопределена. Отчитайки тези обстоятелства, на 30 септември 1941 г. Ставката приема решение за евакуацията на войските от Одеса и прехвърлянето им за усилване на 51-ва отделна армия в Крим.
Евакуацията е организирана тайно от противника. За да заблудят румънското командване, на 2 октомври две съветски дивизии предприемат атака от селището Далник, западно от Одеса. Атаката е отбита с тежки загуби на атакуващите, но евакуацията на Приморската армия е осъществена скришом, без загуби. От 1 до 16 октомври в Крим, на транспортни и бойни кораби са превозени 86 000 бойци, 15 000 души гражданско население, военна техника, както и 25 000 тона различни товари. В града остават около 250 000 жители. По съветски документи, в Одеса преди евакуацията е имало 659 румънски и немски военнопленници, които, според редица автори, са разстреляни в двора на сградата на НКВД. При оттеглянето си, съветските сапьори взривяват градската електростанция, стената на Хаджибейския лиман, пристанищните съоръжения, унищожават голяма част от оборудването и инсталациите, които не могат да бъдат евакуирани и минират редица здания и учреждения. Последни са разрушени бреговите батареи.
На 16 октомври, в 1030 ч., предните патрули на 7-а румънска пехотна дивизия навлизат в Одеса. В 1600ч. е овладяно пристанището. До вечерта и последните точки на съпротива в града са унищожени.

## Равносметка
В боевете за Одеса 4-та румънска армия губи 92 545 души (17 729 убити, 63 345 ранени 11 471 изчезнали), 19 танка и 90 оръдия. Според съветски данни загубите в хора възлизат на 98 156 (18 730 убити, 67 955 ранени и 11 471 изчезнали) души. Съветската военна историография отдава голямо значение на защитата на града – според нея 73-дневната обсада сковава до 18 дивизии на противника, което затруднява придвижването на дясното крило на група армии „Юг“ на изток.
Заради минирането преди евакуацията, германските и румънските военноморски сили не могат да използват пристанището на Одеса няколко месеца.

## Окупационен режим
След окупирането на града от войските на Оста, на 7 декември Одеса става административен център на областта Транснистрия (букв. Отвъд Днестър), управлявана от румънска администрация. По време на окупацията е проведена регистрация на цялото мъжко население от 18 до 50-годишна възраст и повечето мъже са арестувани. Евреите в града са систематично избивани и депортирани. На 22 октомври е взривено зданието на румънското комендантство. Загиват около 60 войници и офицери, в това число комендантът на града – генерал Йонел Глогояну. Незабавно, като ответна мярка са убити около пет хиляди души, повечето от които – евреи.
По време на цялата окупация в катакомбите на Одеса се развива партизанско движение. Градът е освободен през април 1944 г.

## Признание
На 22 декември 1942 г. е учреден медал „За отбраната на Одеса“. През 1945 г. Одеса е определен от съветското правителство за „Град-герой“, а през 1965 г. на града е връчен орден „Ленин“ и медал „Златна звезда“. В периода 1964 – 1967 г., на линиите на отбраната на Одеса е създаден „Зеленият пояс на славата“, който включва десет паметника на местата на най-важните сражения. За обсадата на града е заснет филмът „Подвиг Одессы“.

## Други
- „Оборона Одессы“ – руски документален филм (2011 г.)